# Eres alguien fuera de este mundo
Don't It Make My Brown Eyes Blue? (título original), Eres alguien fuera de este mundo (en Hispanoamérica), Tus castaños ojos tristes (en España) es el octavo episodio de la primera temporada de la serie ALF.

## Sinopsis
Cuando Lynn se enamora de un chico llamado Scott que tiene una banda, le pide a su padre permiso para que guarde los instrumentos en su garaje. Alf se enoja porque cree estar enamorado de Lynn y le pide ayuda a Willie para hacer una canción de amor. Pero esa noche varios vecinos se quejan por el ruido que hace Alf tocando diversos instrumentos para hacer la canción.
Cuando ALF ve por la ventana a Scott y a Lynn besándose, ALF lo asusta para que se vaya, lo que provoca que Lynn se enfade con ALF, que le dice que se vaya olvidando del video que le hizo. Finalmente le deja ver el video, que muestra un montaje de ALF tocando una canción en la cochera con todos los instrumentos mezclados. Lynn le dice que le encantó, pero a la vez dice que es mejor que sólo sean amigos, a lo que ALF se conforman.